# Article 25 de la Constitution tunisienne de 1959
L'article 25 de la Constitution tunisienne de 1959 est le 25e des 78 articles de la Constitution tunisienne adoptée le 1er juin 1959.
Il est le huitième article du deuxième chapitre intitulé « Le pouvoir législatif », qui décrit la composition de l'Assemblée nationale tunisienne, les conditions de ses membres, leurs attributions et son fonctionnement. 

## Texte
« Chaque député est le représentant de la nation entière. »